# Dragan Todorić
Dragan Todorić (in serbo Драган Тодорић?; Kraljevo, 27 luglio 1954) è un ex cestista e dirigente sportivo jugoslavo.

## Carriera
Con la Jugoslavia ha disputato i Giochi del Mediterraneo di Algeri 1975.
Dopo il ritiro ha assunto vari ruoli, da ultimo direttore sportivo all'interno del Partizan.

## Palmarès
- YUBA liga: 3

Partizan Belgrado: 1975-76, 1978-79, 1980-81
- Coppa di Jugoslavia: 1

Partizan Belgrado: 1979
- Coppa Korać: 2

Partizan Belgrado: 1977-78, 1978-79